# Abre los ojos
Abre los ojos (bra: Preso na Escuridão; prt: De Olhos Abertos) é um filme da Espanha, Itália e França de 1997, realizado por Alejandro Amenábar.

## Elenco
- Eduardo Noriega como César
- Penélope Cruz como Sofia
- Chete Lara como Antonio
- Fele Martínez como Pelayo
- Najwa Nimri como Nuria
- Gérard Barray como Duvernois
- Miguel Palenzuela como Comissário
- Pedro Miguel Martínez como Médico-chefe

## Prémios e nomeações
- Ganhou uma Menção Honorária, no Festival de Berlim.
- Recebeu dez nomeações ao Prémio Goya, nas seguintes categorias:
  - Melhor Filme[3]
  - Melhor Realizador[3]
  - Melhor Actor (Eduardo Noriega)[3]
  - Melhor Edição[3]
  - Melhor Caracterização[3]
  - Melhor Desenho de Produção[3]
  - Melhor Direcção de Arte[3]
  - Melhor Argumento Original[3]
  - Melhores Efeitos Especiais[3]
  - Melhor Som[3]